# Harry S. Truman
Harry S. Truman (8 tháng 5 năm 1884 – 26 tháng 12 năm 1972) là Tổng thống thứ 33 của Hoa Kỳ (1945–1953), kế nhiệm do cái chết của Franklin D. Roosevelt khi đang giữ chức vụ phó tổng thống. Ông đã thực hiện Kế hoạch Marshall để tái thiết nền kinh tế Tây Âu, và đã sáng lập nên Học thuyết Truman và NATO.
Truman lớn lên ở Indepedence, Missouri, và trong thời gian Thế chiến I đã được lệnh tới Pháp với chức vụ đại úy trong sư đoàn pháo binh. Khi trở về, ông đã mở một tiệm may ở thành phố Kansas, Missouri và sau đó được bầu làm thẩm phán cho Hạt Jackson năm 1922. Truman được bầu vào Thượng viện Hoa Kỳ từ Missouri năm 1943 và đạt tới danh tiếng tầm quốc gia khi là Chủ tịch của Ủy ban Truman nhằm giảm lãng phí và kém hiệu quả trong những hợp đồng thời chiến. Không lâu sau khi kế nhiệm vị trí tổng thống ông đã cho phép lần đầu và duy nhất sử dụng bom hạt nhân trong chiến tranh. Chính quyền của Truman đã tham gia một chính sách đối ngoại theo chủ nghĩa quốc tế và đã từ bỏ chủ nghĩa biệt lập. Ông đã tập hợp liên minh mới trong suốt kỳ bầu cử tổng thống 1948 và đã chiến thắng kinh ngạc.
Ông cũng được xem là tổng thống nghèo nhất trong lịch sử Hoa Kỳ . Từ khi thất bại với việc kinh doanh một mỏ kẽm lúc còn trẻ, sau đó ông phải lao động tay chân. Khi hãng quần áo của ông (chung vốn với 1 người bạn) bị phá sản, Truman còn nợ 30.000 đô la (một tài sản lớn vào thời điểm đó). Sau khi mãn nhiệm tổng thống, ông và vợ nghèo đến nỗi là hai người đầu tiên nhận trợ cấp Medicare sau khi Tổng thống Lyndon Johnson ký thành luật .

## Thời trẻ, gia đình và giáo dục
Harry S. Truman chào đời vào ngày 8 tháng 5 năm 1884 tại Lamar, tiểu bang Missouri, Hoa Kỳ. Ông là con trai cả trong gia đình có ba người con. Cha của ông là John Anderson Truman và mẹ của ông là Martha Ellen Young. Harry được đặt tên theo người bác đã mất của ông là Harrison "Harry" Young. Ký tự "S" trong tên của Truman được dùng để tôn kính ông nội và ông ngoại của ông, Anderson Shipp Truman và Solomon Young. Ông có một em trai là John Vivian (1886-1965) và một em gái là Mary Jane (1889-1978). Tổ tiên của Harry bắt nguồn từ nước Anh với sự kết hợp giữa các dòng máu người Scotland-Ireland, Đức và Pháp.

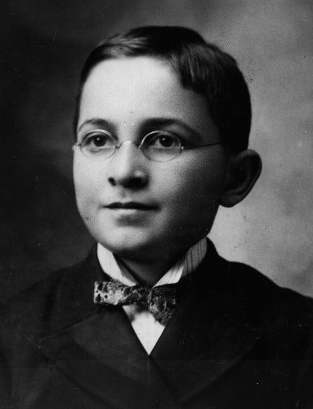
Truman ở tuổi 13, 1897

Cha của Harry làm nghề nông và buôn bán gia súc. Gia đình ông đã sống nhiều năm ở Lamar cho tới khi ông 10 tháng tuổi, khi họ di chuyển tới một nông trại gần
Harrisonville, Missouri. Gia đình tiếp tục di chuyển tới Belton, và năm 1887 tới nông trại rộng 240 ha của ông bà ông ở Grandview. Khi Harry lên sáu, cha mẹ ông đã di chuyển tới  Independence, Missouri, vì vậy ông đã có thể đi học ở trường Nhà thờ Chủ nhật Presbyterian. Ông đã không nhận được nền giáo dục đầy đủ cho tới khi lên lớp 8. Trong khi sống ở Independence, ông đã làm việc cho những người hàng xóm Do thái, làm công việc cho họ vào ngày Shabbat, việc mà tôn giáo của họ ngăn cấm làm điều đó vào ngày đó.
Harry rất thích âm nhạc, đọc sách lịch sử, chính vì vậy mà ông đã trở nên gần gũi với mẹ của mình là bà Martha. Khi làm tổng thống, Harry đã xin những lời khuyên về chính trị cũng như cá nhân từ mẹ ông. Ông đã dậy từ 5 giờ sáng để thực hành học piano, thứ ông đã học hơn hai lần một tuần cho tới khi ông 15 tuổi, trở thành một người chơi piano có kĩ năng khá giỏi. Truman đã làm việc như một người phụ việc tại Hội nghị quốc gia đảng Dân chủ 1900 ở thành phố Kansas, bố ông đã có nhiều người bạn, những người đã hoạt động trong đảng Dân chủ và đã giúp Harry đạt được vị trí chính trị đầu tiên của ông.
Sau khi tốt nghiệp từ trường phổ thông  Independence năm 1901, Truman đã vào học trường cao đẳng thương nghiệp của Spalding, một trường kinh tế thành phố Kansas; ông đã học kế toán, tốc ký, và đánh máy chữ, nhưng đã phải bỏ dở sau một năm học.

## Sự nghiệp
Truman tận dụng kinh nghiệm khi học đại học kinh tế của ông để giành được một công việc theo dõi thời gian tại công ty xe lửa Atchison, Topeka & Santa Fe Railway, ngủ tại một trại gần những đường ray. Ông sau đó đã làm một loạt các công việc văn phòng, và được thuê thời gian ngắn tại phòng bưu phẩm của tờ báo The Kansas City Star. Truman và người em trai Vivian sau đó làm thư ký tại Ngân hàng thương nghiệp quốc gia tại thành phố Kansas; một trong những đồng nghiệp của họ, người cũng sống cùng phòng với ông, Arthur Eisenhower, anh em của Dwight D. Eisenhower và Milton S. Eisenhower.

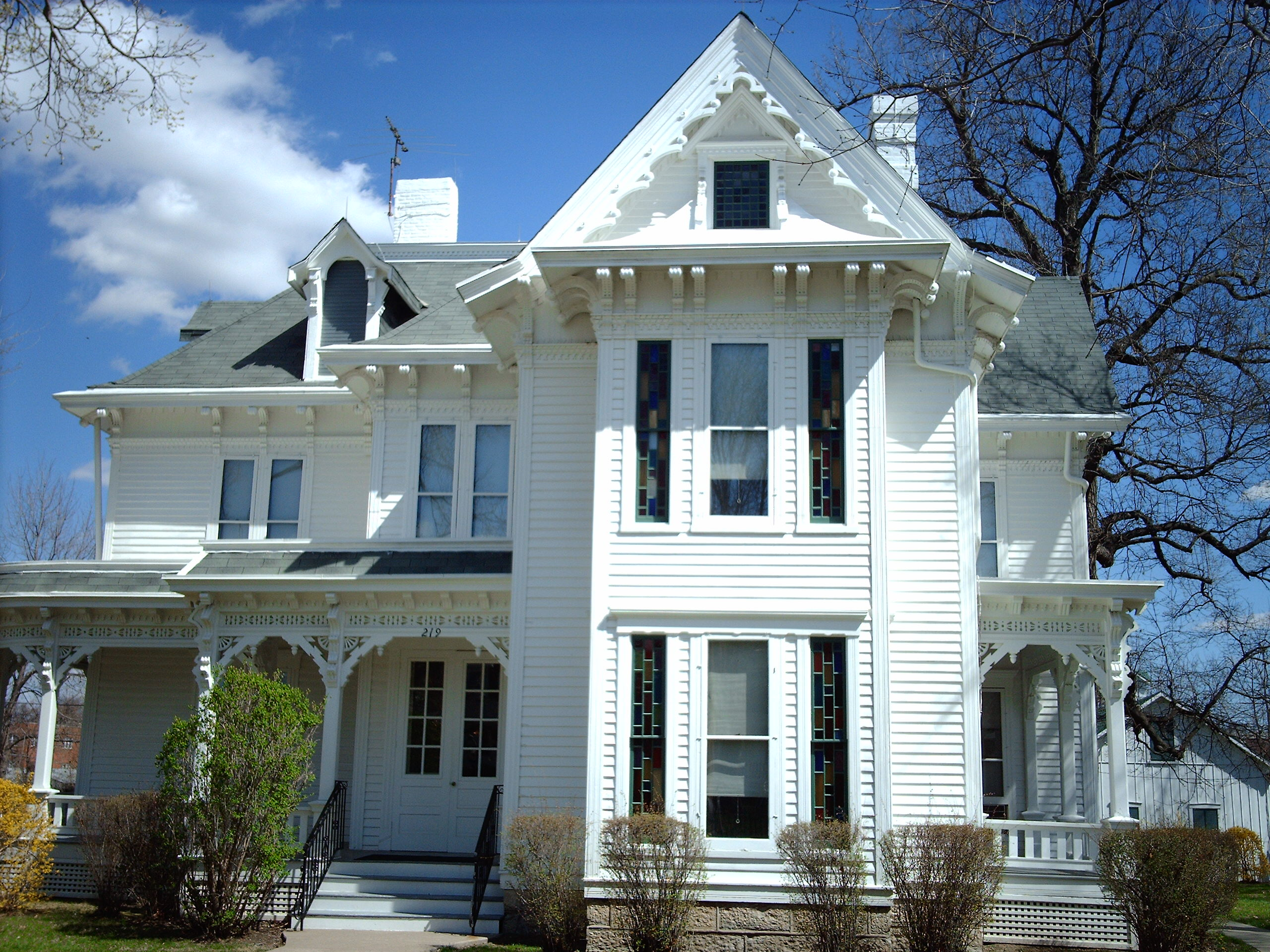
Nhà của Truman tại Independence, Missouri

Ông trở lại trang trại Grandview năm 1906, nơi ông đã sống cho tới khi gia nhập quân đội năm 1917 sau khi bắt đầu Thế chiến I. Trong suốt thời kỳ này, ông đã tán tỉnh Bess Wallace; ông đã cầu hôn năm 1911, nhưng cô đã từ chối ông. Truman sau đã nói ông có ý định cầu hôn lần nữa, nhưng ông muốn có một thu nhập tốt hơn thu nhập của một nông dân. Trong suốt những năm ở trang trại và ngay sau Thế chiến I, ông đã hoạt động tích cực trong nhiều lĩnh vực kinh doanh mạo hiểm, bao gồm một mỏ kẽm và chì gần thành phố Commerce, Oklahoma, một công ty đã mua đất và cho thuê quyền khoan dầu cho những người dò tìm, và đầu cơ bất động sản ở thành phố Kansas. Truman thỉnh thoảng đã thu được một vài lợi nhuận từ những hoạt động kinh doanh, nhưng đã không chứng tỏ đã thành công trong dài hạn.
Truman là tổng thống duy nhất từ tổng thống William McKinley (đắc cử năm 1896) người đã không có bằng đại học. Ngoài thời gian ngắn học đại học kinh tế, từ 1923 tới 1925 ông đã học những khóa ban đêm cho diện sinh viên chưa tốt nghiệp tại Trường Luật thành phố Kansas (bây giờ là Trường Đại học Luật thành phố Missouri-Kansas), nhưng thôi học sau khi thất bại việc bầu lại chức thẩm phán hạt. Ông được thông báo bởi những  luật sư trong khu vực thành phố Kansas rằng giáo dục và kinh nghiệm của ông có thể đủ để nhận một chứng chỉ để hành nghề luật. Tuy nhiên, ông đã không tiếp tục, bởi ông đã thằng cử chức vụ thẩm phán.
Trong khi làm tổng thống năm 1947, Truman đã nộp đơn xin một chứng chỉ để hành nghề luật. Một người bạn người là một luật sư đã bắt đầu tiến hành dàn xếp, và thông báo Truman rằng đơn phải được chứng thực. Vào lúc Truman nhận được thông tin ông đã thay đổi, do vậy ông không xin chứng thực. Sau khi phát hiện lại đơn xin của Truman, năm 1996 Tòa án tối cao Missouri công bố trao cho Truman chứng chỉ luật danh dự sau khi ông đã chết.

## Tổng thống Hoa Kỳ (1945-1953)
Trong đối nội Truman đối phó với một giai đoạn hỗn loạn của nền kinh tế, được đánh dấu với nhiều thiếu hụt nghiêm trọng, hàng loạt vụ đình công và sự thông qua đạo luật Taft-Hartley vượt qua sự phủ quyết (veto) của ông. Ông tái đắc cử vào năm 1948 nhưng không kiểm soát được Quốc hội và không thể thông qua một chương trình Thỏa thuận Công bằng (Fair Deal) của ông. Ông đã sử dụng quyền hành pháp của mình để bắt đầu sự xóa bỏ nạn phân biệt chủng tộc trong quân đội Hoa Kỳ và bắt đầu cuộc "báo động đỏ" thứ hai để loại bỏ hàng ngàn người thân với chủ nghĩa cộng sản trong các cơ quan nhà nước. Ông cũng là người đã khơi mào trong chiến lược diễn biến hòa bình lật đổ chế độ cộng sản ở Liên Xô qua câu nói:"Chủ nghĩa cộng sản là mối đe dọa đến sự tồn vong của Mỹ cũng như các nước đồng minh". Hàng trăm người được ông bổ nhiệm bị buộc phải từ chức trong hàng loạt các vụ bê bối về tài chính và âm mưu thân với Liên Xô chống lại Hoa Kỳ.
Nhiệm kì tổng thống của Truman có nhiều sự kiện xảy ra trên thế giới, bắt đầu với chiến thắng Đức quốc xã, vụ thả bom nguyên tử ở Hiroshima và Nagasaki, sự đầu hàng của phát xít Nhật và sự kết thúc Chiến tranh thế giới thứ hai, sự thành lập của Liên Hợp Quốc, kế hoạch Marshall để tái thiết lại châu Âu, học thuyết Truman để kiểm soát sự bành trướng của Liên Xô hay chủ nghĩa cộng sản, sự bắt đầu của Chiến tranh Lạnh, sự thành lập của khối NATO và Chiến tranh Triều Tiên. Sự kiện cuối cùng làm hao tổn 44.000 lính Hoa Kỳ, hy sinh hoặc mất tích, và làm cho Truman không được tái đắc cử nhiệm kỳ thứ 3. Với việc vận động chống lại sự thất bại của Truman ("Triều Tiên! Cộng sản! Tham nhũng!"), ứng viên Cộng hòa Dwight D. Eisenhower đã kết thúc 20 năm thống trị của Đảng Dân chủ vào năm 1952.

## Phục vụ trong quân đội

### Vệ binh quốc gia
Bởi vì thiếu tiền cho việc học đại học, Truman đã tính đến việc gia nhập Học viện quân sự Hoa Kỳ, nơi không cần học phí, nhưng ông đã bị từ chối  bởi thị lực kém. Ông đã đăng ký vào Vệ binh quốc gia Missouri năm 1905, và phục vụ cho tới 1911 ở thành phố Kansas- căn cứ Battery B, Trung đoàn pháo binh số 2 vùng Missouri, nơi ông đã đạt tới cấp bậc hạ sỹ. Tại buổi thi tuyển, mắt ông không đeo kính là 20/50 mắt phải và 20/400 mắt trái (vượt quá tiêu chuẩn cho mù chính thức). Lần thứ hai ông kiểm tra, ông đã qua bằng việc bí mật ghi nhớ biểu đồ đo mắt. Ông được mô tả cao 1,77m, mắt xám, tóc đen và làn da sáng.

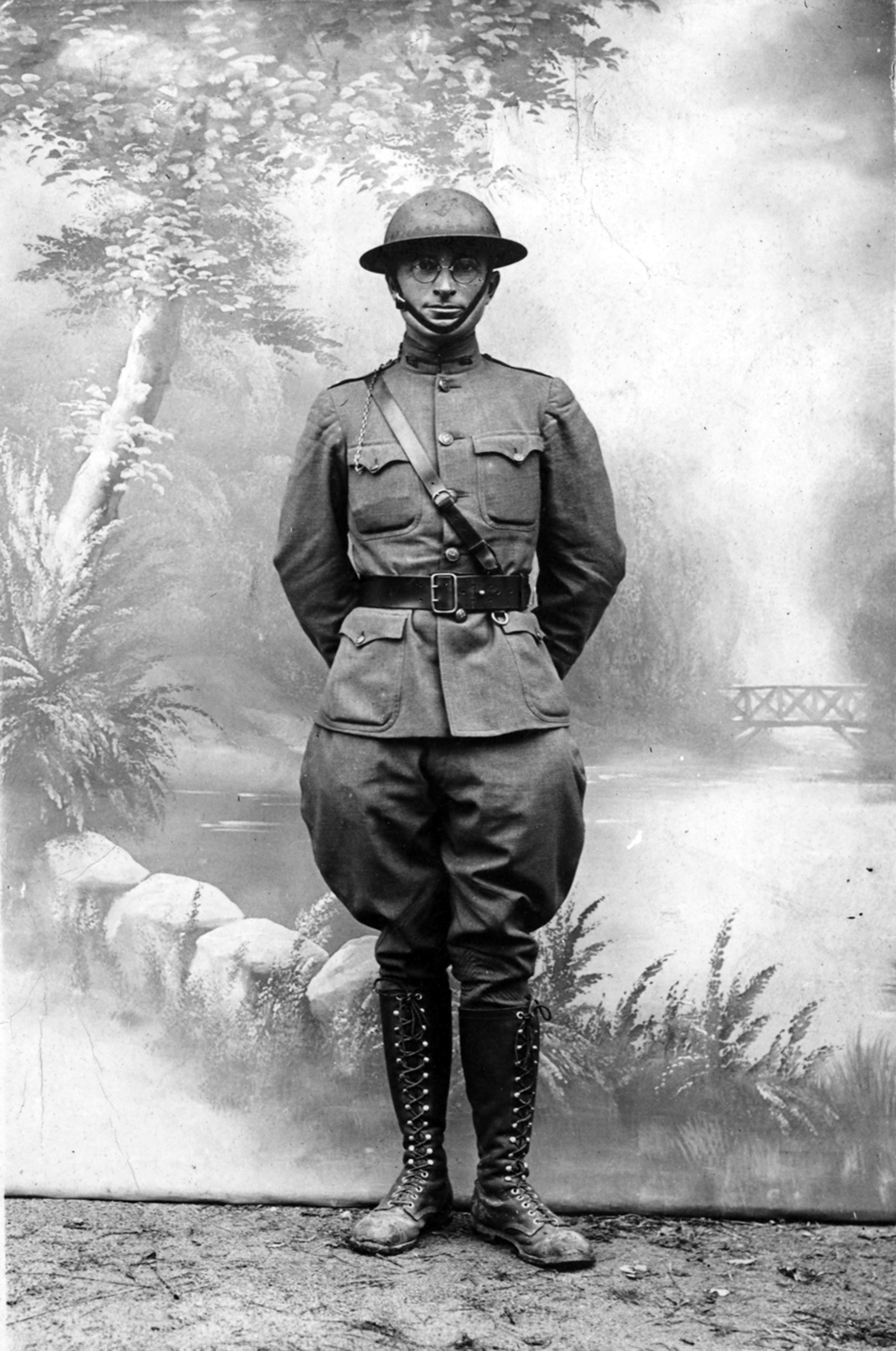
Truman mặc quân phục, ca. 1918

## Qua đời

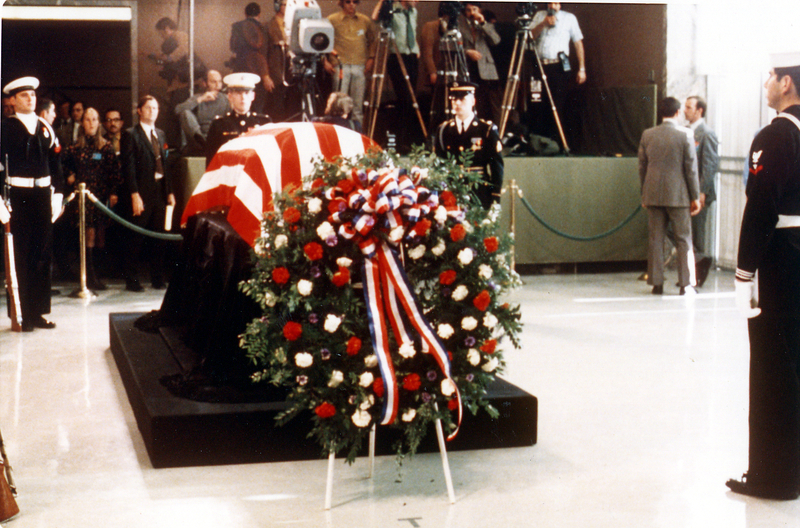
Hình ảnh lễ tang Truman, 27 tháng 12 năm 1972

Vào ngày 5, tháng 12 năm 1972, Truman đã mắc bệnh viêm phổi. Ông đã biểu lộ triệu chứng suy chức năng đa cơ quan, rơi vào hôn mê, và chết vào lúc 7:50 sáng ngày 26 tháng 12, ở tuổi 88.
Bess Truman đã chọn  cách tổ chức lễ tang đơn giản tại thư viện hơn là một lễ tang cấp quốc gia tại Washington. Một tuần sau khi đám tang, quan chức quốc tế và văn phòng Washington mới tham dự lễ tưởng niệm tại Thánh đường Quốc gia Washington.
Bess chết năm 1982 và được chôn kế bên Harry tại Bảo tàng và Thư viện Harry S.Truman ở Independence, Missouri.